# Binali Yıldırım
Binali Yıldırım (* 20. prosinec 1955, Refahiye) je turecký politik, bývalý předseda Strany spravedlnosti a rozvoje (AK Partisi) a poslední předseda vlády Turecké republiky. Yıldırım dříve působil jako ministr dopravy a také jako poradce prezidenta Erdoğana.